# Star Quest: The Odyssey
Star Quest: The Odyssey este un film științifico-fantastic american cu buget redus, realizat în 2009, regizat de Jon Bonnell, al cărui scenariu a fost scris de Carlos Perez. În rolurile principale: Aaron Ginn-forsberg, Davina Joy și Tamara McDaniel.

## Distribuție
1. Aaron Ginn-forsberg este Dertax
2. Davina Joy este Tyra
3. Tamara McDaniel este  Monolith
4. James Ray este Comandor Matthew Lucas
5. Adam Rini este Căptainul Jack Tanner
6. Meaghan Sloane este Secretara
7. Shane Stevens este Hargoth

## Povestea
Într-un viitor îndepărtat, colonizarea galaxiei a generat o fugă disperată după noi teritorii din partea unor fracțiuni războinice violente din tot Universul. Fără nicio formă de guvernare, noile colonii au început să răspândească haosul, iar pacea pare să nu mai fi posibilă în lipsa unei forțe militare centrale suficient de puternică ca să apere cetățenii nevinovați.
Într-un moment în care viitorul omenirii era pus sub semnul întrebarii, un grup de eroi conduși de căpitanul Jack Tanner (interpretat de Adam Rini) formează o mica armată și pornesc în căutarea responsabili de terorizarea oamenilor nevinovați și pașnici, pentru a-i învinge și să restabilească legea și armonia în galaxie.